# Luis del Sol
Luis del Sol Cascajares (Arcos de Jalón, 6 aprile 1935 – Siviglia, 20 giugno 2021) è stato un calciatore e allenatore di calcio spagnolo, di ruolo centrocampista, campione d'Europa con la nazionale spagnola nel 1964.
Considerato tra i più importanti calciatori spagnoli degli anni sessanta del XX secolo, fu candidato più volte al Pallone d'oro di France Football. Ha legato il suo nome al Real Betis, club della sua città in cui ha iniziato e chiuso la carriera, e di cui è assurto a icona sportiva; ha inoltre conquistato trofei con le maglie di Real Madrid e Juventus – club, questo ultimo, che l'ha eletto tra i giocatori più importanti della propria storia.

## Biografia
Nacque a Soria, nella regione di Castiglia e León, ma crebbe a Siviglia, in Andalusia.
È morto a Siviglia nel giugno 2021 all'età di 86 anni.

## Caratteristiche tecniche
Era un centrocampista di sostanza e personalità che, grazie a un dinamismo e a una resistenza atletica fuori dal comune, soleva svariare il suo gioco in ogni zona del campo, sempre col pallone tra i piedi; motivo per cui si guadagnò l'appellativo di "Postino", affibbiatogli negli anni di Madrid grazie al compagno di squadra Alfredo Di Stéfano e poi mantenuto per il resto della carriera.
Impiegato dai Blancos come ala pura, negli anni alla Juventus giostrò soprattutto da grintosa mezzala, mettendo in mostra un bagaglio tecnico fatto soprattutto di scatti e accelerazioni. Molto abile nel mantenere il possesso della palla o nel sottrarla agli avversari, talvolta eccedeva in maniera quasi testarda nel dribbling.

## Carriera

### Giocatore

#### Club
Si formò come calciatore nel Ferroviarios e da lì passo nelle giovanili del Real Betis. Arrivò nel club andaluso nel 1953 e, dopo un breve periodo in prestito nell'Utrera, approdò in prima squadra nella stagione 1954-1955, in Segunda División. Rimane nel club per 6 stagioni, nelle quali lascia intravedere tutto il suo potenziale, diventando uno dei giocatori più importanti della squadra andalusa sin da subito, importante protagonista della promozione in Primera División del 1958.
Le sue qualità attirarono l'attenzione dei tecnici del Real Madrid, squadra in cui si trasferì nell'aprile del 1960 per 6 milioni di pesetas. A Madrid ebbe l'opportunità di giocare al fianco di miti del calcio quali Di Stéfano e Puskás, e contribuendo nei primi mesi in camiseta blanca alla vittoria in Coppa dei Campioni – dove ebbe tempo di giocare semifinali e finale – contro l'Eintracht Francoforte. Con il Real Madrid giocò anche le seguenti due stagioni, dando un importante contributo alle vittorie del campionato spagnolo nel 1961 e 1962, giocando tutte e due le partite della vittoriosa Coppa Intercontinentale, la prima edizione della storia, e vincendo anche la Coppa del Generalissimo nel 1961-1962. Soprattutto la prima – intera – stagione con i Blancos risulterà essere la più prolifica della carriera con 17 gol in campionato, mentre nella seconda riesce a dare una mano, con 10 presenze e 4 gol, nel portare la squadra in finale di Coppa dei Campioni, persa 3-5 contro il Benfica, sfiorando il Treble.

Del Sol alla Roma nella stagione 1971-1972

Iniziò quindi una lunga parentesi nel calcio italiano, firmando nel 1962 per la Juventus, che lo prelevò ventisettenne per la cifra di trecentocinquanta milioni di lire. Primo spagnolo nella storia del club bianconero, debuttò in Serie A il 16 settembre 1962 contro il Genoa, sollevando a fine anno una Coppa delle Alpi, segnando anche in finale. Rimase a Torino per otto stagioni, durante i quali cambia ruolo e modo di giocare, diventando meno prolifico sottoporta. Conquista con la Vecchia Signora lo scudetto del 1966-1967 – rimasto nella memoria per il sorpasso all'ultima giornata su una Grande Inter ormai al tramonto – e, in precedenza, la Coppa Italia del 1964-1965, sempre contro i milanesi. Nelle competizioni continentali, oltre alla Coppa delle Alpi del primo anno, ha meno fortuna rispetto alle competizioni dentro i confini nazionali: il miglior risultato è la finale persa al Comunale di Torino contro il Ferencváros per 0-1. Divenuto bandiera nonché l'emblema della Juve Operaia degli anni 60 di Heriberto Herrera, nel 2011 la società piemontese l'ha omaggiato di una stella celebrativa nella Walk of Fame bianconera allo Stadium di Torino. È anche ricordato per essere uno dei giocatori ad aver vestito la maglia numero dieci della Juventus, ereditandola da Omar Sívori in seguito al suo trasferimento al Napoli nel 1965.
Nel 1970 passò alla Roma dove militò per due stagioni, indossando anche la fascia di capitano dei giallorossi dopo l'addìo del connazionale Peiró, ma sollevando unicamente trofei minori quali il Torneo Picchi e la Coppa Anglo-Italiana. Tornò infine a Siviglia per rivestire la maglia del Betis, con cui chiuse la carriera nel 1973 all'età di trentotto anni.

#### Nazionale

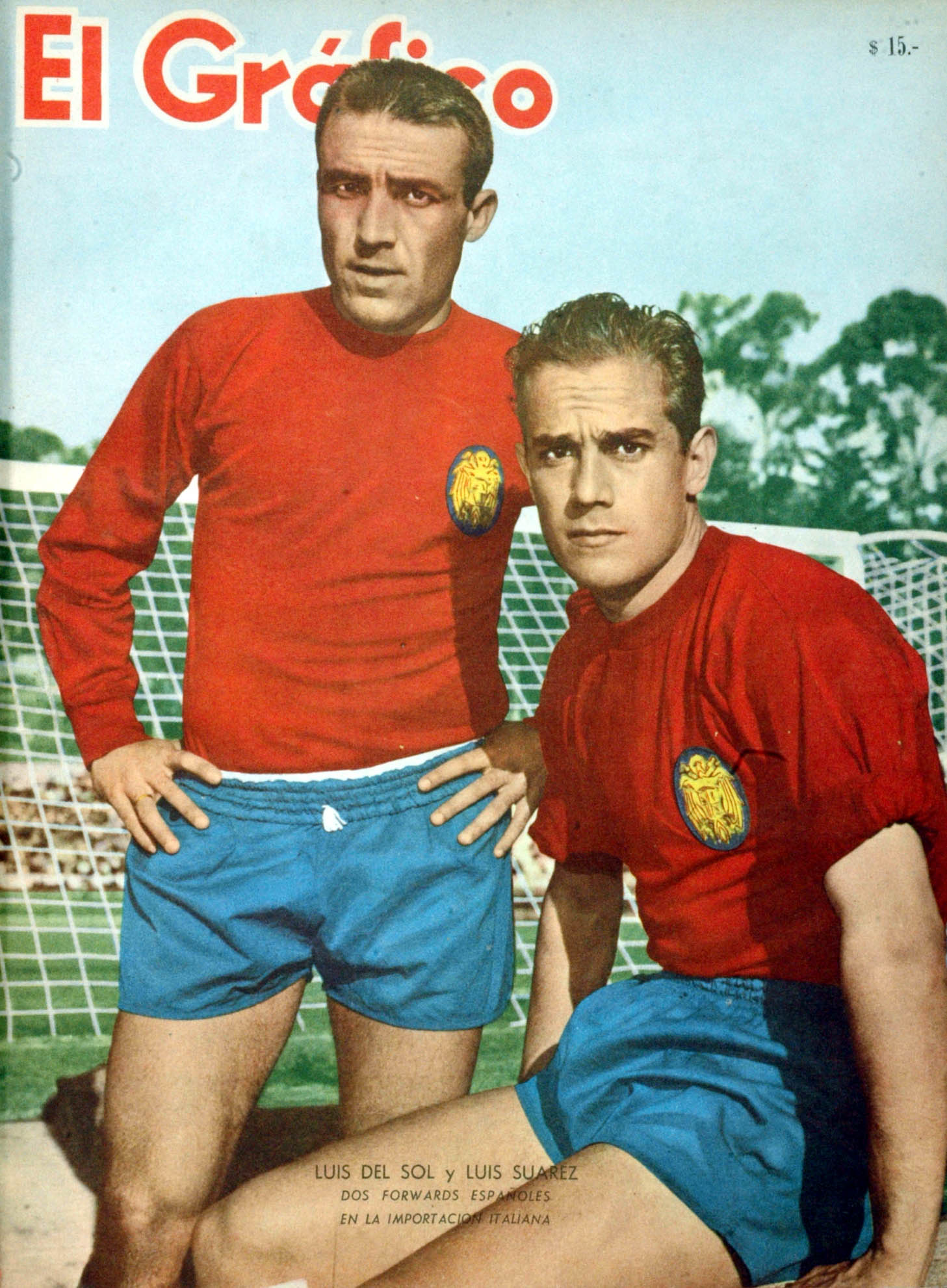
Da sinistra: Del Sol in nazionale con Luis Suárez, due tra i migliori centrocampisti della loro generazione.

Conta 16 presenze nella nazionale spagnola, con 3 reti realizzate. Esordì il 15 maggio 1960 in Spagna-Inghilterra 3-0 e, durante la sua permanenza tra le Furie rosse, vinse il campionato d'Europa 1964 giocato in casa, seppur non scendendo in campo nella fase finale, partecipando inoltre al campionato del mondo 1962 in Cile e al campionato del mondo 1966 in Inghilterra. Giocò l'ultima gara in camiseta roja il 15 luglio 1966, uno Spagna-Svizzera terminato 2-1.

### Dopo il ritiro
Al termine dell'attività agonistica entrò nell'organigramma tecnico del Betis, ricoprendo a periodi alterni anche la posizione di allenatore e contribuendo, con le tredici panchine della stagione 2000-2001, a riportare i Verdiblancos nella Liga.

## Statistiche

### Presenze e reti nei club
| Stagione           | Squadra            | Campionato         | Campionato | Campionato | Coppe nazionali | Coppe nazionali | Coppe nazionali | Coppe continentali | Coppe continentali | Coppe continentali | Totale | Totale |
| Stagione           | Squadra            | Comp               | Pres       | Reti       | Comp            | Pres            | Reti            | Comp               | Pres               | Reti               | Pres   | Reti   |
| ------------------ | ------------------ | ------------------ | ---------- | ---------- | --------------- | --------------- | --------------- | ------------------ | ------------------ | ------------------ | ------ | ------ |
| 1954-1955          | Real Betis         | SD                 | 23         | 5          | -               | -               | -               | -                  | -                  | -                  | 23     | 5      |
| 1955-1956          | Real Betis         | SD                 | 28+10      | 6+3        | -               | -               | -               | -                  | -                  | -                  | 38     | 9      |
| 1956-1957          | Real Betis         | SD                 | 27         | 13         | -               | -               | -               | -                  | -                  | -                  | 27     | 13     |
| 1957-1958          | Real Betis         | SD                 | 34         | 8          | -               | -               | -               | -                  | -                  | -                  | 34     | 8      |
| 1958-1959          | Real Betis         | PD                 | 25         | 3          | CG              | 6               | 4               | -                  | -                  | -                  | 31     | 7      |
| 1959-1960 apr.     | Real Betis         | PD                 | 15         | 0          | CG              | 0               | 0               | -                  | -                  | -                  | 15     | 0      |
| apr. 1960          | Real Madrid        | PD                 | -          | -          | CG              | 7               | 4               | CC                 | 3                  | 0                  | 10     | 4      |
| 1960-1961          | Real Madrid        | PD                 | 29         | 17         | CG              | 9               | 1               | CC+Cint            | 2+2                | 0+0                | 42     | 18     |
| 1961-1962          | Real Madrid        | PD                 | 26         | 5          | CG              | 8               | 1               | CC                 | 10                 | 4                  | 44     | 10     |
| Totale Real Madrid | Totale Real Madrid | Totale Real Madrid | 55         | 22         |                 | 24              | 6               |                    | 17                 | 4                  | 96     | 32     |
| 1962-1963          | Juventus           | A                  | 33         | 6          | CI              | 4               | 1               | CdA                | 4                  | 2                  | 41     | 9      |
| 1963-1964          | Juventus           | A                  | 33         | 6          | CI              | 2               | 0               | Cdf                | 6                  | 0                  | 41     | 6      |
| 1964-1965          | Juventus           | A                  | 27         | 2          | CI              | 5               | 2               | Cdf                | 10                 | 0                  | 42     | 4      |
| 1965-1966          | Juventus           | A                  | 29         | 2          | CI              | 2               | 1               | CdC                | 2                  | 0                  | 33     | 2      |
| 1966-1967          | Juventus           | A                  | 28         | 1          | CI              | 4               | 1               | Cdf                | 7                  | 2                  | 39     | 4      |
| 1967-1968          | Juventus           | A                  | 24         | 1          | CI              | 0               | 0               | CC                 | 9                  | 0                  | 33     | 1      |
| 1968-1969          | Juventus           | A                  | 29         | 1          | CI              | 5               | 0               | Cdf                | 3                  | 1                  | 37     | 2      |
| 1969-1970          | Juventus           | A                  | 25         | 1          | CI              | 5               | 1               | Cdf                | 2                  | 0                  | 32     | 2      |
| Totale Juventus    | Totale Juventus    | Totale Juventus    | 228        | 20         |                 | 27              | 6               |                    | 39                 | 5                  | 298    | 31     |
| 1970-1971          | Roma               | A                  | 23         | 4          | CI              | 3               | 0               | -                  | -                  | -                  | 26     | 4      |
| 1971-1972          | Roma               | A                  | 27         | 0          | CI              | 4               | 0               | -                  | -                  | -                  | 31     | 0      |
| Totale Roma        | Totale Roma        | Totale Roma        | 50         | 4          |                 | 7               | 0               |                    | -                  | -                  | 57     | 4      |
| 1972-1973          | Real Betis         | PD                 | 17         | 0          | CG              | 5               | 0               | -                  | -                  | -                  | 22     | 0      |
| Totale Real Betis  | Totale Real Betis  | Totale Real Betis  | 179        | 38         |                 | 11              | 4               |                    | -                  | -                  | 190    | 42     |
| Totale carriera    | Totale carriera    | Totale carriera    | 512        | 84         |                 | 69              | 16              |                    | 56                 | 9                  | 637    | 109    |

### Cronologia presenze e reti in nazionale
| Cronologia completa delle presenze e delle reti in nazionale ― Spagna | Cronologia completa delle presenze e delle reti in nazionale ― Spagna | Cronologia completa delle presenze e delle reti in nazionale ― Spagna | Cronologia completa delle presenze e delle reti in nazionale ― Spagna | Cronologia completa delle presenze e delle reti in nazionale ― Spagna | Cronologia completa delle presenze e delle reti in nazionale ― Spagna | Cronologia completa delle presenze e delle reti in nazionale ― Spagna | Cronologia completa delle presenze e delle reti in nazionale ― Spagna |
| Data                                                                  | Città                                                                 | In casa                                                               | Risultato                                                             | Ospiti                                                                | Competizione                                                          | Reti                                                                  | Note                                                                  |
| --------------------------------------------------------------------- | --------------------------------------------------------------------- | --------------------------------------------------------------------- | --------------------------------------------------------------------- | --------------------------------------------------------------------- | --------------------------------------------------------------------- | --------------------------------------------------------------------- | --------------------------------------------------------------------- |
| 15-5-1960                                                             | Madrid                                                                | Spagna                                                                | 3 – 0                                                                 | Inghilterra                                                           | Amichevole                                                            | -                                                                     | 46’                                                                   |
| 26-10-1960                                                            | Londra                                                                | Inghilterra                                                           | 4 – 2                                                                 | Spagna                                                                | Amichevole                                                            | 1                                                                     |                                                                       |
| 30-10-1960                                                            | Vienna                                                                | Austria                                                               | 3 – 0                                                                 | Spagna                                                                | Amichevole                                                            | -                                                                     | 42’                                                                   |
| 2-4-1961                                                              | Madrid                                                                | Spagna                                                                | 2 – 0                                                                 | Francia                                                               | Amichevole                                                            | -                                                                     |                                                                       |
| 18-4-1961                                                             | Cardiff                                                               | Galles                                                                | 1 – 2                                                                 | Spagna                                                                | Qual. Mondiali 1962                                                   | -                                                                     |                                                                       |
| 18-5-1961                                                             | Madrid                                                                | Spagna                                                                | 1 – 1                                                                 | Galles                                                                | Qual. Mondiali 1962                                                   | -                                                                     |                                                                       |
| 11-6-1961                                                             | Siviglia                                                              | Spagna                                                                | 2 – 0                                                                 | Argentina                                                             | Amichevole                                                            | 1                                                                     |                                                                       |
| 12-11-1961                                                            | Casablanca                                                            | Marocco                                                               | 0 – 1                                                                 | Spagna                                                                | Qual. Mondiali 1962                                                   | 1                                                                     |                                                                       |
| 23-11-1961                                                            | Madrid                                                                | Spagna                                                                | 3 – 2                                                                 | Marocco                                                               | Qual. Mondiali 1962                                                   | -                                                                     |                                                                       |
| 10-12-1961                                                            | Colombes                                                              | Francia                                                               | 1 – 1                                                                 | Spagna                                                                | Amichevole                                                            | -                                                                     |                                                                       |
| 31-5-1962                                                             | Viña del Mar                                                          | Rep. Ceca                                                             | 1 – 0                                                                 | Spagna                                                                | Mondiali 1962 - 1º turno                                              | -                                                                     |                                                                       |
| 3-6-1962                                                              | Viña del Mar                                                          | Spagna                                                                | 1 – 0                                                                 | Messico                                                               | Mondiali 1962 - 1º turno                                              | -                                                                     |                                                                       |
| 30-10-1963                                                            | Belfast                                                               | Irlanda del Nord                                                      | 0 – 1                                                                 | Spagna                                                                | Qual. Euro 1964                                                       | -                                                                     |                                                                       |
| 23-6-1966                                                             | La Coruña                                                             | Spagna                                                                | 1 – 1                                                                 | Uruguay                                                               | Amichevole                                                            | -                                                                     |                                                                       |
| 13-7-1966                                                             | Birmingham                                                            | Argentina                                                             | 2 – 1                                                                 | Spagna                                                                | Mondiali 1966 - 1º turno                                              | -                                                                     |                                                                       |
| 15-7-1966                                                             | Sheffield                                                             | Spagna                                                                | 2 – 1                                                                 | Svizzera                                                              | Mondiali 1966 - 1º turno                                              | -                                                                     |                                                                       |
| Totale                                                                |                                                                       | Presenze                                                              | 16                                                                    |                                                                       | Reti                                                                  | 3                                                                     |                                                                       |

## Palmarès

### Giocatore

#### Club

##### Competizioni nazionali
- Campionato spagnolo: 2

Real Madrid: 1960-1961, 1961-1962
- Coppa di Spagna: 1

Real Madrid: 1961-1962
- Coppa Italia: 1

Juventus: 1964-1965
- Campionato italiano: 1

Juventus: 1966-1967

##### Competizioni internazionali
- Coppa dei Campioni: 1

Real Madrid: 1959-1960
- Coppa Intercontinentale: 1

Real Madrid: 1960
- Coppa delle Alpi: 1

Juventus: 1963
- Coppa Anglo-Italiana: 1

Roma: 1972

#### Nazionale
- Campionato d'Europa: 1

Spagna 1964